# Індра Гунаван (плавець)
Індра Гунаван (21 березня 1988) — індонезійський плавець.
Переможець Ігор Південно-Східної Азії 2009, 2011, 2015, 2017 років, призер 2013 року.